# Милисав Танасковић
Милисав Танасковић (1895−1963) мање је познат драгачевски каменорезац из Живице, активан у првој половини 20. века.

## Живот
Рођен је у сиромашној породици. Каменорезачком занату се обучавао код Млађена Раковића. Био је сеоски кмет и благајник општине Горачићке.

## Дело
Израдио је велики број надгробника и крајпуташа у свом селу и, Горачићима, Губеревцима, Кривачи, Вичи и Гучи.
У споменике од живичког пешчара лепим, правилним словима урезивао је епитафе са опширним биографским подацима. Занатски прецизно резао је хришћанске симболе: крстове и чираке, цветне орнаменте и голубове са гроздовима и свакодневне предмете који су ближе описивали личност и друштвени положај покојника.